# Hikoma Ueno

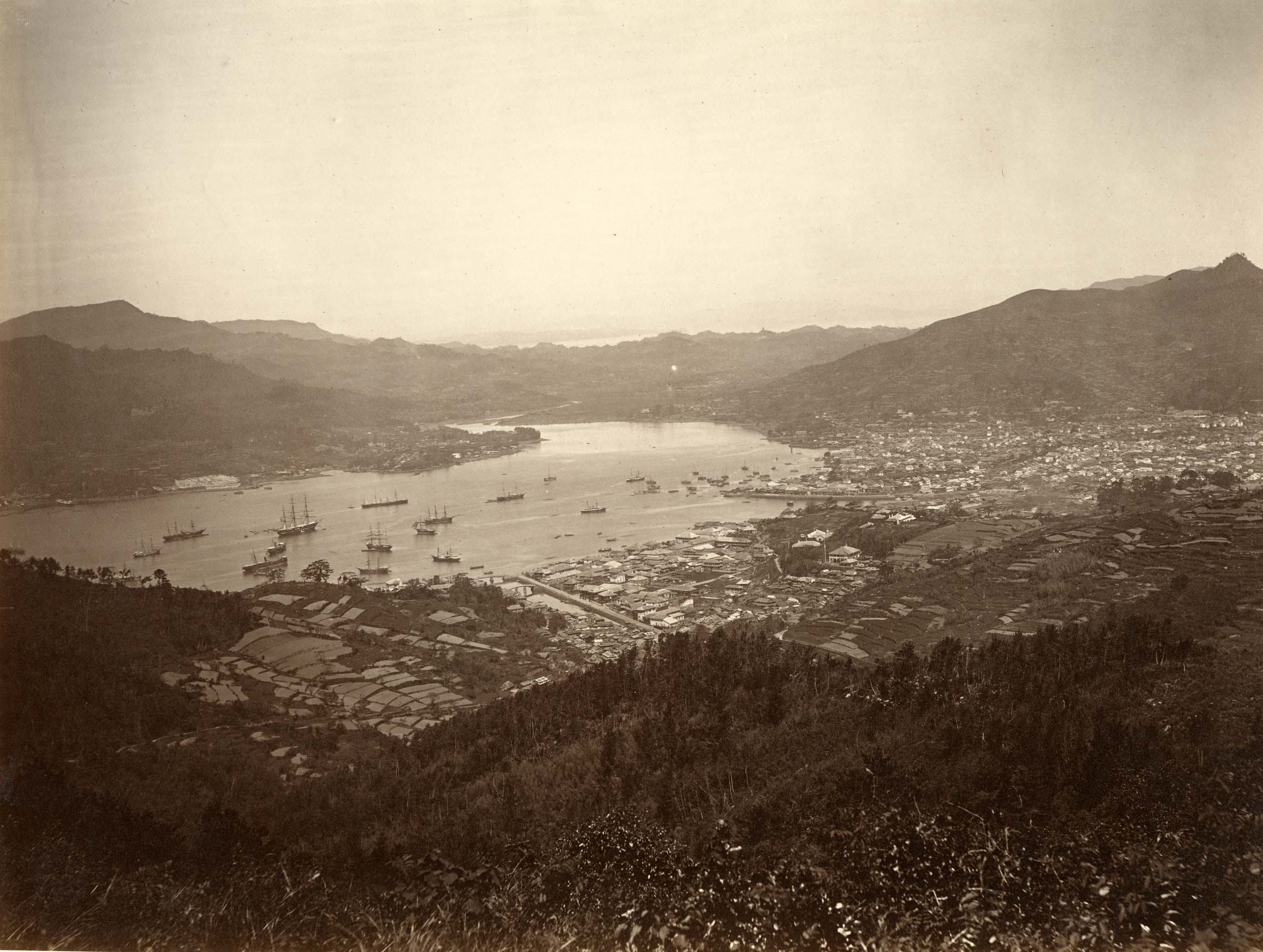
Pohled na Nagasaki z výšin Nabekanmurijama (počátek 70. let 19. století), albuminový papír se zlatým tónováním, sbírka Erwina Dubského, archiv Moravské galerie v Brně

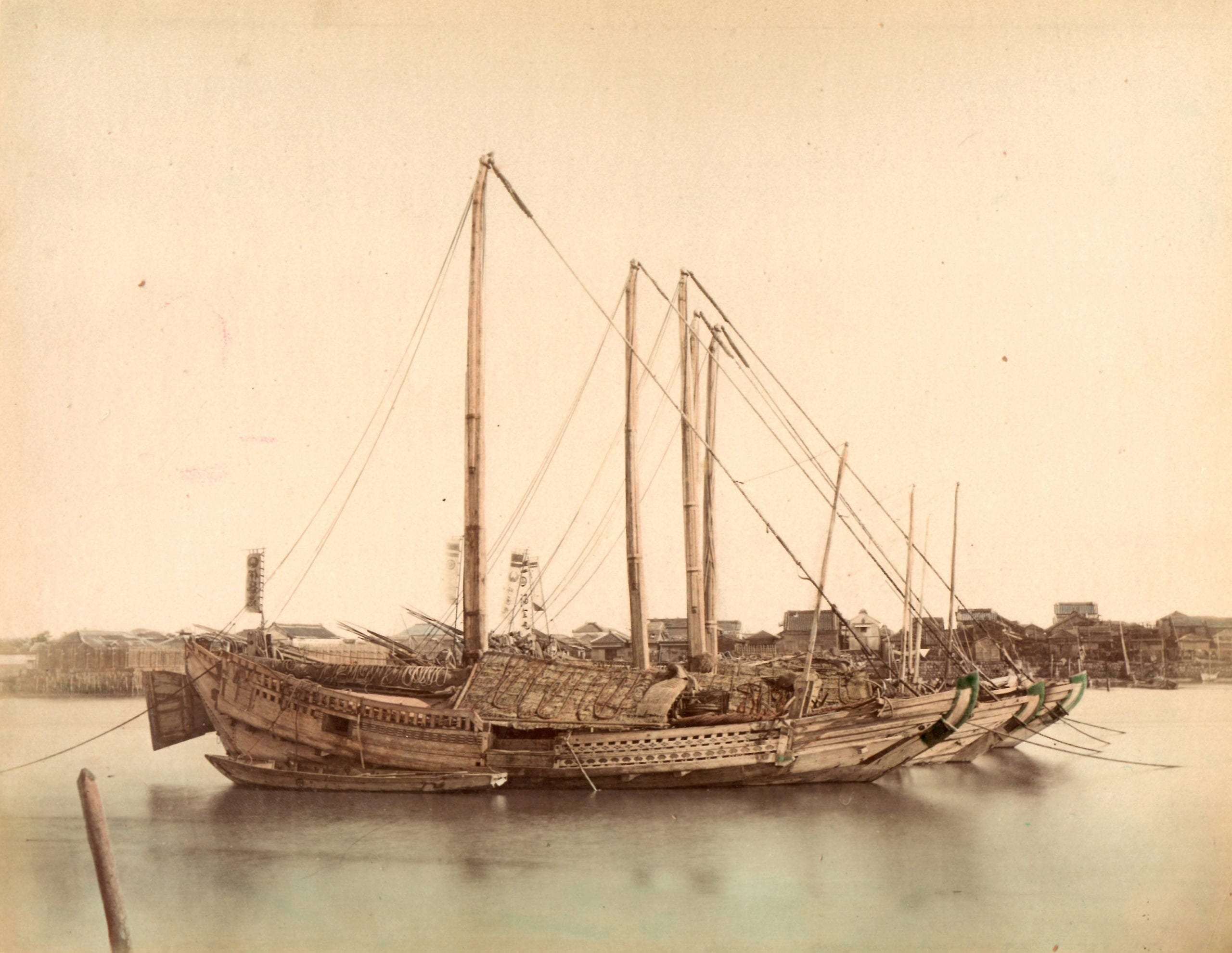
Pohled na lodě, albuminový tisk, 19. stol.

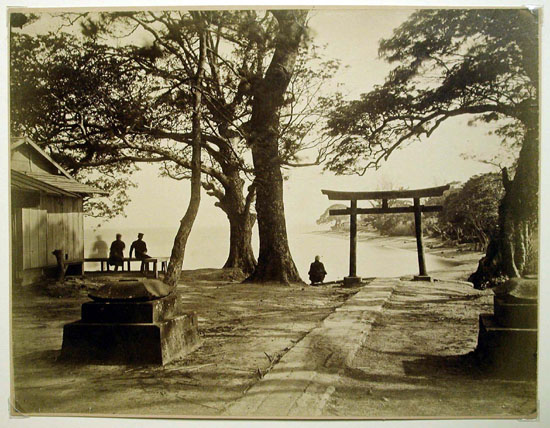
Torii a jezero, albuminový tisk, mezi 1860 a 1900

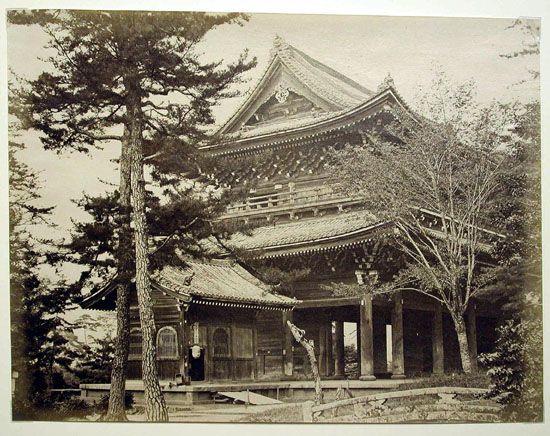
Chrám Čion-in v Kjótu

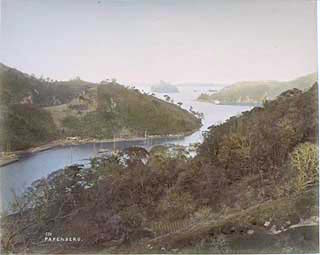
Ostrov Takaboko poblíž Nagasaki, ručně kolorovaný albuminový tisk

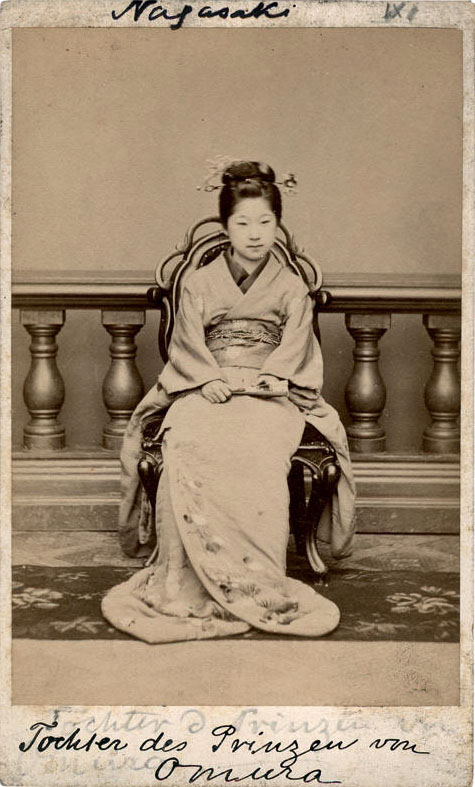
Dcera daimjó Omury

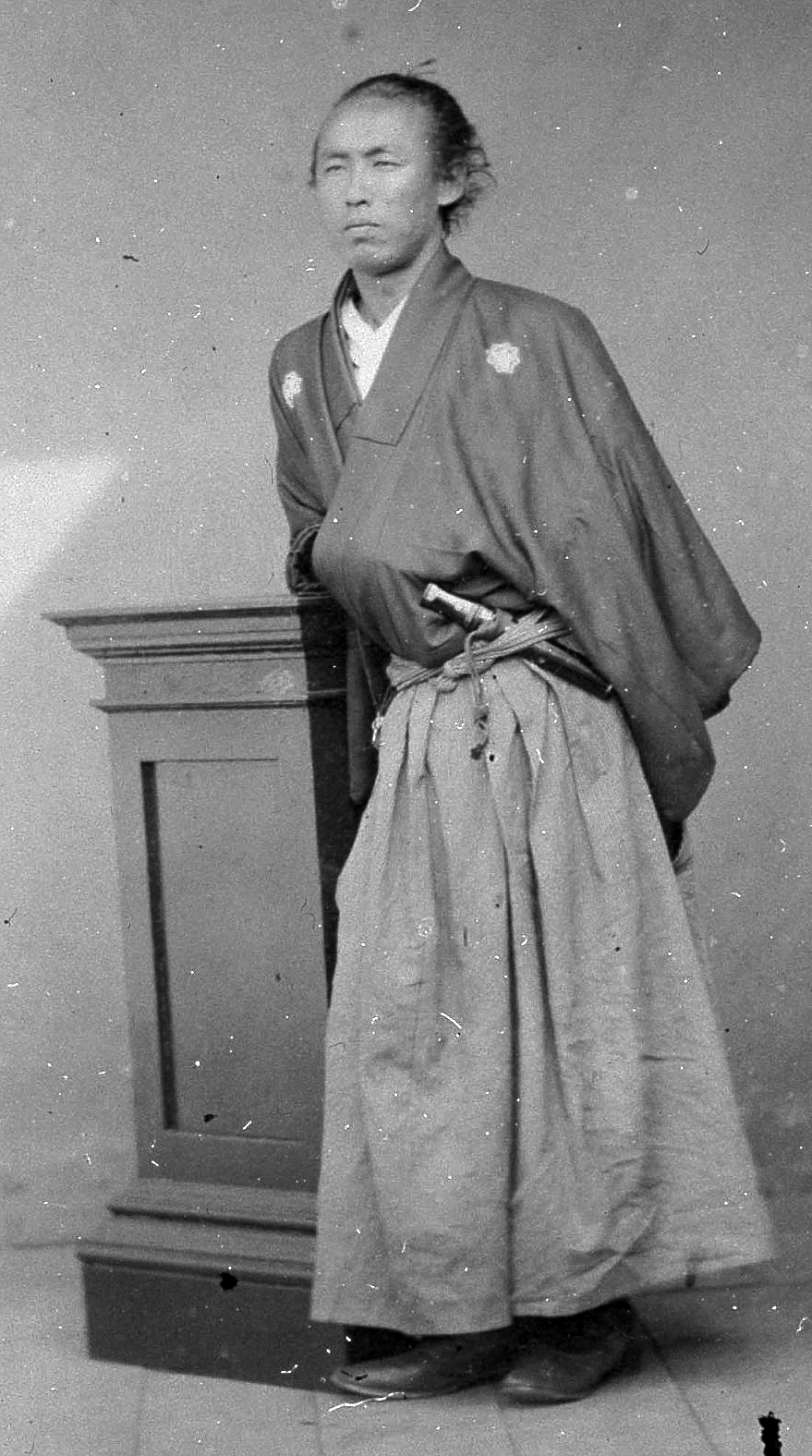
Sakamoto Rjóma, 1866–1867

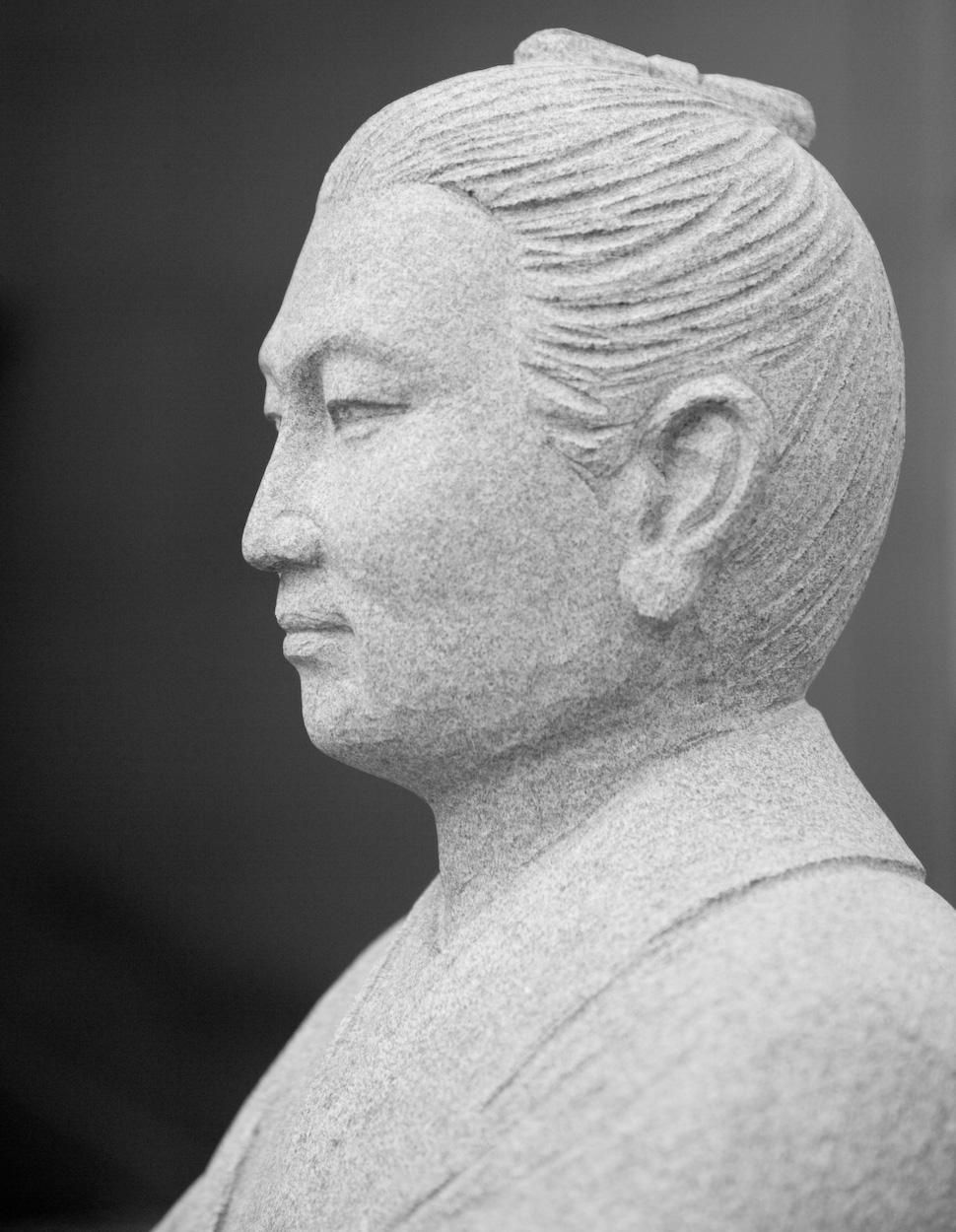
Socha Hikomy Uena v Nagasaki

Hikoma Ueno (上野 彦馬, Ueno Hikoma; 15. října 1838 Nagasaki – 22. května 1904) byl průkopník japonské fotografie. Někdy je označován za otce japonské fotografie. Je známý svými jemnými portréty, často významných japonských a zahraničních osobností a svými vynikajícími krajinářskými fotografiemi, zejména z Nagasaki a jeho okolí. Ueno byl vůdčí postavou japonské fotografie devatenáctého století jak komerčně tak i umělecky úspěšný fotograf a instruktor.

## Život a dílo
Jeho rodina mu vytvářela zázemí a podmínky pro jeho rychlou kariéru. Řada jeho příbuzných byli portrétní malíři. Byl synem Tošinodža Ueny (známý jako Šunnodžó Ueno) (1790–1851), obchodníka klanu Šimazu, který v roce 1848 dovezl fotoaparát na pořizování daguerrotypií pro daimjóa Nariakiru Šimazua a pravděpodobně to byl první fotoaparát svého druhu v zemi. Tošinodžó Ueno byl dlouho považován za první osobu v Japonsku, která použila metodu daguerreotypie v roce 1841, ale později byla tato informace vyvrácena.
Vystudoval nejdříve klasickou čínskou literaturu, pak v roce 1852, nedlouho po smrti svého otce, nastoupil na lékařskou fakultu v Nagasaki. Tam se věnoval studiu chemie, aby pomohl řídit rodinný podnik. Nakonec studoval chemii u holandského námořního lékaře Johanna Pompeho van Meerdervoorta (1829–1908) po jeho příchodu v roce 1857. Pompe van Meerdervoort již v té době vlastnil kameru a fotografické manuály, i když měl jen málo zkušeností jako fotograf, zasvětil také Hikomu Uena do umění fotografie.
Více na něj zapůsobil vliv švýcarského fotografa Pierra Rossiera (1829–1890), díky kterému se Ueno rozhodl věnovat fotografickému povolání. Rossier byl pověřen firmou Negretti and Zambra, aby v Asii fotografoval a pracoval v Japonsku v období 1859–1860. V Nagasaki byl jen na krátkou dobu, ale během té doby se od něho naučili princip mokrého kolodiového procesu nejen Ueno, ale také Kuwadžiró Horie (1831–1866), Genzó Maeda (1831–1906) a další. Brzy poté si Uenův přítel Horie koupil fotoaparát na mokré kolodiové desky a v roce 1861 fotografoval Horie Uena při práci v laboratoři klanu Cu v Edu (nyní Tokio). V roce 1862 Ueno a Horie napsali učebnici s názvem Šamicu kjoku hikkei, která obsahovala překlad výňatků deseti nizozemských odborných manuálů a která také obsahovala dodatek s názvem Sacueidžucu (Fotografická technika), ve které popsali techniky kolodiového procesu, stejně tak i proces heliografie Nicéphora Niépceho založené na asfaltu.

## Kariéra

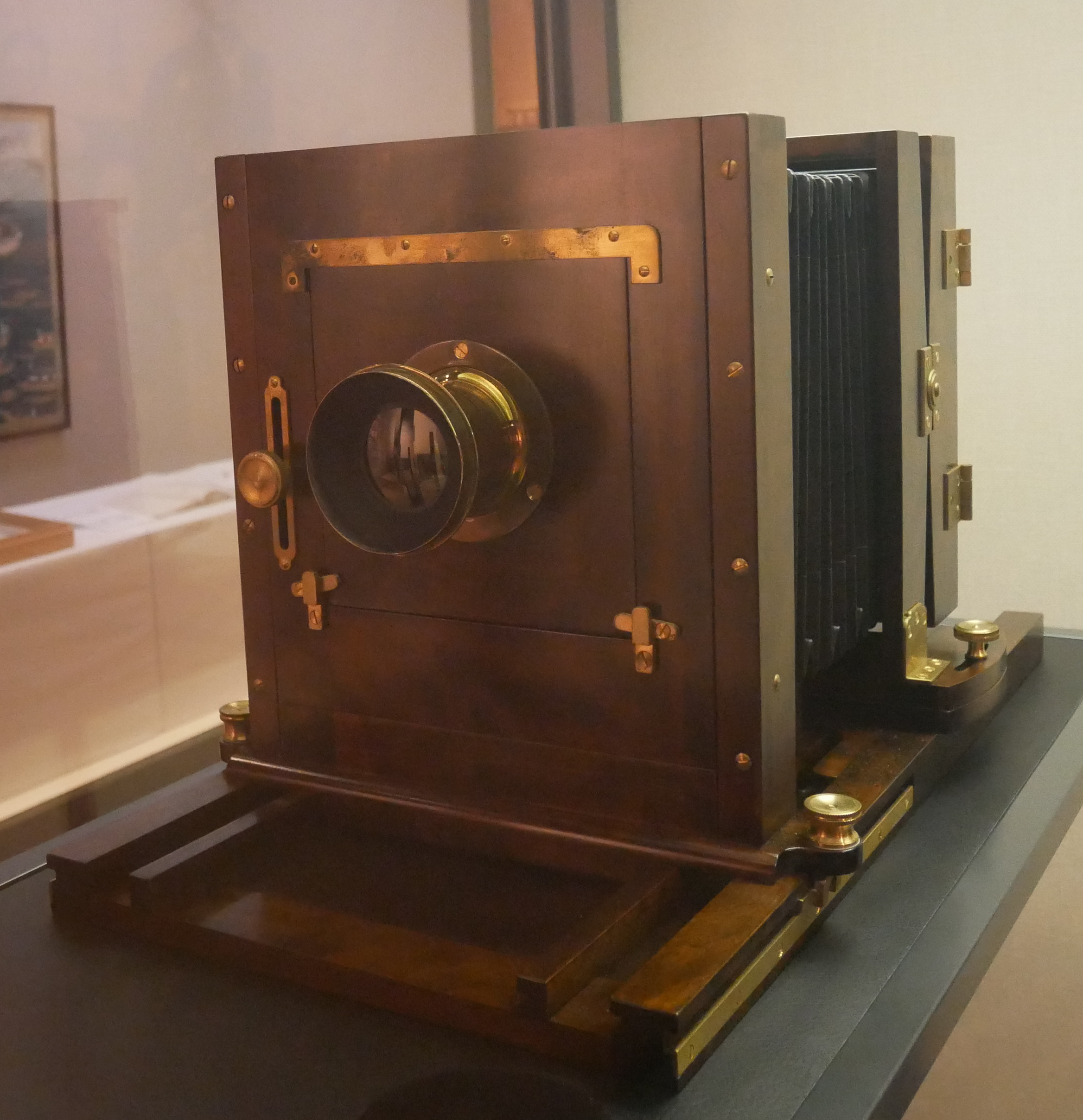
Fotoaparát který používal Hikoma Ueno

Poté, co pracoval pro klan Cu v Edu, se Ueno vrátil do Nagasaki, ale později zjistil, že Pompe van Meerdervoort opustil zemi, proto se vzdal rangaku a studia západní vědy. Rozhodl se stát profesionálním fotografem.
Na podzim roku 1862 si otevřel vlastní fotografický ateliér poblíž řeky Nakašima v Nagasaki a také začal dovážet fotografické kamery.
Podnikání zprvu nebylo tak úspěšné, ale postupně se situace zlepšovala, studio se přestěhovalo do velké a dobře osvětlené budovy v roce 1882, stal se populárním mezi japonskými a zahraničními hodnostáři a byl uváděn v turistických průvodcích v Un touriste dans l'Extrême-Orient Edmonda Cotteaua (1884) a také v románu Madame Chrysanthème Pierra Lotiho (1887). Díky cizincům zvýšila jeho firma své příjmy, což mu umožnilo používat dražší materiály a rozšířit studio. Již v začátcích Ueno překonal zdrženlivost mnoha Japonců nechat se fotografovat a pořídil portréty osobností jako například Rjómu Sakamota, Hirobumi Itóa, Šinsaka Takasugiho a Kaišua Kacua. Během návštěvy Japonska fotografoval také amerického prezidenta Ulyssese Granta v roce 1879 a ruského korunního prince (později cara) Mikuláše) v roce 1891. Díky těmto příjmům Ueno provozoval studio až do konce století.
Ueno měl důležitý a blízký pracovní vztah s Felicem Beatem. Během návštěvy Nagasaki Beato využíval Uenův ateliér a fotografoval svou mladší sestru a známé a obyvatele města. Beato také fotografoval samotného Uena u chrámu Daikódži a své fotografie si vzájemně vyměnili
Ueno pravděpodobně během spolupráce se zkušenějším Beatem zdokonalil svou techniku. Dalšími zahraničními návštěvníky v Japonsku, kteří ovlivnili Uena, byl holandský fotograf Konrad Walter Gratama, který rozšířil jeho poznatky z chemie v roce 1866 a také rakouský fotograf Wilhelm Burger, který pravděpodobně prohloubil jeho znalosti fotografické techniky a zároveň v Uenově studiu pořídil některé stereografie během jeho návštěvy v zemi v letech 1869–1870.
Ueno sám učil mnoho významných fotografů devatenáctého století, jako byli například Kuiči Učida (1844–1875), Rihei Tomišige, Tokudžiró Kameja (1837–1922), Šinzó Nakadžima, Nagajoši Nagai, Džóiči Noguči, Seimin Nakadžima, Tanaka, Raizo Morita, Macuroku Kikizu a Jošima Ueno. Ueno udržoval úzké vztahy s Učidou a po jeho cestě do Nagasaki v roce 1872 fotografoval císaře Meidži. Jejich alba obsahují několik stejných obrázků, které si pravděpodobně navzájem vyměnili. Ueno v roce 1890 otevřel pobočky svých fotografických studií ve Vladivostoku a Šanghaji a v roce 1891 v Hongkongu.
Kromě portrétů Ueno pořídil mnoho fotografií krajin z Nagasaki a jeho okolí. Také fotografoval přechod Venuše přes Slunce v roce 1874 pro americkou astronomickou pozorovací misi. V roce 1877 jej pověřil guvernér prefektury Nagasaki Hidetomo Kitadžima, aby dokumentoval bojiště v jihozápadním Japonsku během povstání Sacuma. Za tuto misi Ueno získal zaplaceno 330 japonských jenů za 420 výtisků. Během fotožurnalistické zakázky jej doprovázeli Šiniči Secu a Džóiči Noguči.
Své fotografie vystavoval nejméně na dvou světových výstavách – v roce 1873 ve Vídni a na výstavě v roce 1893 v Chicagu, na které získal cenu za „Dobrý vkus a umělecké pojetí“.
Nejdříve Ueno používal mokré kolodiové desky, ale asi od roku 1877 začal používat dovážené belgické desky suché. I přes tehdejší popularitu ručního kolorování fotografií, jsou Uenovy fotografie obvykle bezbarvé. Některé jeho negativy pravděpodobně zakoupil fotograf Kimbei Kusakabe, protože se objevují v jeho albech I když se na alba nespecializoval a běžně je nenabízel, několik jich vyrobil při zvláštních žádostech pro zahraniční zákazníky. Ueno používal francouzské a americké fotografické techniky a materiály (např. papír a objektivy), které upřednostňoval před britskými – na jejich produkty si stěžoval, že byly předražené a ne tak kvalitní.
Některé z jeho fotografií lze nalézt online na stránkách Freer Gallery of Art a v archivu galerie Arthur M. Sackler Gallery.

## Sbírka Erwina Dubského
Několik jeho fotografií zakoupil hrabě Erwin Dubský a zařadil je do svého souboru fotografií, který nashromáždil na cestě kolem světa v letech 1874–76 na zámku v Lysicích na jižní Moravě. Jeho sbírka čítá devět alb s více než 500 fotografiemi z různých zemí.
| „                | Fotografie představují Japonsko sedmdesátých let 19. století, kdy do Japonska připlouvali první Evropané a kdy se v Japonsku začínal rozvíjet také fotografický průmysl – nové médium, které zpodobovalo Japonsko tak, jak si by si ho poté představovali jeho návštěvníci. Japonsko se otevřelo světu v roce 1854. Za dvacet let vznikl obrovský rozmach zájmu o japonská fotoalba, která zpodobovala nejen staré Japonsko a jeho památky a podobně, ale také japonské zvyky, portréty japonských krasavic a samurajů. | “ |
| — Filip Suchomel | |   |

## Soutěž
V roce 2000 vznikla Fotografická soutěž Univerzity Kjúšú Sangjó s oceněním Cena Hikomy Uena  k připomenutí 40. výročí založení zdejší univerzity. Cena je určena pro objevování nových talentů a výchově nových fotografů.